# Ремплин
Ремплин (нем. Remplin) — община в Германии, в земле Мекленбург-Передняя Померания.
Входит в состав района Деммин. Подчиняется управлению Мальхин ам Куммеровер Зее. Население составляет 830 человек (на 31 декабря 2006 года). Занимает площадь 44,41 км².
Община подразделяется на 4 сельских округа.
- Церковь
- Замок

## Известные жители
- Михаил Георгиевич (герцог Мекленбург-Стрелицкий)